# Óbidos (DOC)
Pour les articles homonymes, voir Óbidos (homonymie).
L'óbidos est une appellation d'origine (DOC) portugaise dont les vins sont produits dans le terroir viticole d'Óbidos, situé dans le centre-ouest du pays, comprenant les concelhos de Cadaval, Caldas da Rainha, Bombarral et Óbidos. 

## Type de vins
Ces vins peuvent être rouge ou blanc.

## Encépagement
Les cépages utilisés sont pour les rouges : Alicante Bouschet, Amostrinha, Tinta roriz, Baga, Cabernet Sauvignon, Caladoc, Camarate, Carignan, Castelão, Jaén, Merlot, Pinot noir, Preto Martinho, Syrah, Tinta barroca, Tinta miúda, Touriga franca, Touriga nacional et Trincadeira (ou Tinta amarela). 
Pour les blancs sont assemblés : Alicante blanc, Alvarinho, Antão Vaz, Arinto (Pedernã), Chardonnay, Encruzado, Fernão Pires (Maria Gomes), Jampala, Loureiro, Rei malvasia, Moscatel graúdo, Rabo de Ovelha, Ratinho, Riesling, Sauvignon, Seara nova, Verdelho, Viognier, et Vital.